# Влодавец, Владимир Иванович
Владимир Иванович Влодавец (1893—1993) — советский петрограф, вулканолог.

## Биография
Родился 15 (27) июля 1893 года в селе Розвадовка Седлецкой губернии, Российской империи (ныне Польша).
В 1913 году, после окончании гимназии, поступил на Физико-математический факультет Санкт-Петербургского университета.
В 1914—1917 годах служил в царской армии, с апреля 1919 по апрель 1920 года — в РККА.
В 1926 году окончил Ленинградский политехнический институт. В 1927—1934 годах работал в Арктическом институте научным сотрудником, начальником геолого-разведочной партии, заведующим геохимической лабораторией, старшим геологом.
С 1922 вёл петрографические исследования на Кольском полуострове. Первым обосновал наличие крупных залежей апатитовых руд в Хибинах.
Организатор и первый директор (1935—1936) Камчатской вулканологической станции, изучал группу действующих и потухших вулканов.
В 1937—1941 годах старший научный сотрудник Петрографического института, затем Института геологических наук СССР, далее Вулканологической станции при Геолого-географическом отделении АН СССР, Москва.
В годы войны — геолог на медных Южно-Карабашских рудниках на Среднем Урале, заведующий поисковой лабораторией «Миасс-золото» (1941—1943).
В 1943—1952 годах старший научный сотрудник, затем ученый секретарь, с августа 1952 года в течение 10 лет — директор Лаборатории вулканологии. В 1944 году стал действительным членом Московского общества испытателей природы.
Апрель 1947 года — защита диссертации на соискание ученой степени доктора геолого-минералогических наук, тема «Ключевская группа вулканов (активность, структура, продукты деятельности)».
В начале 1963 года перешел вместе с Лабораторией вулканологии АН СССР в только что образованный Институт вулканологии СО (затем ДВНЦ и ДВО) АН СССР: старший научный сотрудник, затем научный консультант.
Автор книг «Вулканы Земли»(1973)и «Справочник по вулканологии» (1984).
Умер 27 января 1993 года. Похоронен на Ваганьковском кладбище.

## Семья
- Брат — Николай, химик и геолог.

## Память
Его именем были названы:
- Вулкан Влодавца — группа некков на острове Парамушир, Курильские острова[3][4].
- Влодавецит — минерал.

## Основные труды
- Влодавец В. И. Вулканы Советского Союза. — М.: Географгиз, 1949. — 164 с. — (Явления природы). — 50 000 экз.
- Влодавец В. И. Вулканы Земли. — М.: Наука, 1973. — 168 с. — (Настоящее и будущее Земли и человечества). — 40 000 экз.